# E-10 (戦車)
E-10は、第二次世界大戦中、ドイツで計画された軽駆逐戦車。特徴的な走行装置をもつ。

## 開発
E-100、E-75、E-50、E-25の一連の戦車と同じく、戦車の各種構成品を共通化して生産性を高め、また重量ごとに戦車の標準化を行おうという E（Entwicklungstypen=開発タイプ）計画の一環として計画された。位置的にはヘッツァーの後継であるが、それ以前に計画されたものであり、本来ヘッツァーの名は本車に与えられるはずのものであった。装甲モデルがクレックナー・フンドルト・ドイッツ社のマギルス工場で設計された。またJ・M・ヴォイト社では、流体動力学を用いた駆動装置を開発、これをアルタと呼ばれる試作型に搭載する予定であった。大戦末期の段階でこの試作型は製造中だった。
駆逐戦車38Dの開発を優先し、本車の開発は計画途中で中止され、完成車両は存在しない。

## 構造
本車の基本的な外形は箱である。ドイツ軍のケースメート方式の戦闘室および機関室に見られる車体袖部がなく、車体天井と面一で構成されるフェンダーが走行装置の上部に張り出している。本車の天井は平滑で、戦闘室と機関室を隔てる段差はない。機関室上面中央部、車体上面中央付近にエンジン部品のクリアランスをとるための箱型の小さな張り出しが見られる。戦闘室上面には、砲に面する隅を除く3隅にハッチが設けられている。ほか、上面には望遠照準鏡が装備され、照準器の操砲に伴い滑動する装甲覆いおよびレールが設けられていた。
設計図によれば本車の車体正面装甲はヤークトパンターやヘッツァーと同様に良好な避弾経始を持ち、前方へ鋭角に伸ばされた2枚の装甲板で構成されている。車体前面上部は60mmの装甲板、車体前面下部は30mmの装甲板とされた。正面から見て車体正面前部左側に、装甲板を通して操縦手用ペリスコープが設けられた。このペリスコープは装甲カバーで防護された。車体側面は20mmの装甲板をほぼ垂直に近い角度で立てた構成であり、避弾経始が考慮されていない。車体後面も2枚の20mm装甲板を組み合わせているが角度は垂直に近く、こちらも避弾経始が考慮されているとは言い難い。
主砲には48口径75mm対戦車砲（ 7.5cm Pak39 L/48）を採用する予定であった。砲塔は無く、主砲は車体右寄りにオフセット搭載された。これはヘッツァーと同様の砲搭載位置である。現存する設計図によれば砲防楯およびザウコップはヘッツァーに類似する。
走行装置は車体前方に誘導輪、後方に起動輪が配され、4組の大型転輪と懸架装置および履帯から構成される。したがって本車は後輪駆動である。また走行装置にはユニークな特徴がみられる。転輪を懸架する装置が、車軸を中心として回転し、懸架されている転輪が円弧を描いて上下する。これにより、本車は車高1,760mmを1,400mmまで下げることができた。本車の地上間隙は400mmであり、低姿勢状態においてもなお40mmの地面との間隙を残した。懸架装置の上下の作動には、機関室最後方に位置するシリンダーを作動させた。この伸縮移動がバーによって伝達され、バーと連結された懸架装置を同時に動かした。
J・M・ヴォイト社の設計した駆動装置では、機関室にはエンジンと変速機がすべて納められた。アクセス性に配慮された設計であり、点検、分解などの整備の際には機関室上面をすべて取り外し、装置全体をとりだすことができた。変速機は流体式である。流体クラッチに充填する流体の量を制御することで、無段階に変速が可能だった。
エンジンは400馬力のマイバッハHL100オットーガソリンエンジンが予定され、代替には350馬力の空冷式アルグスエンジンが選定された。